# Lassa
La Lassa è una strofa tipica della poesia medievale (in genere tipica della poesia in "lingua d'oïl") costituita da un numero variabile di decasillabi, uniti da una medesima rima o, molto più spesso, assonanzati. 
In lasse erano composte le Chansons de geste, come ad esempio la Chanson de Roland:
Set anz tuz pleins ad estet en Espaigne:

Tresqu'en la mer cunquist la tere altaigne.

N'i ad castel ki devant lui remaigne;»
(Chanson de Roland, I, 1-4)
La lassa, sul modello francese, ha avuto una discreta fortuna anche nella letteratura italiana, nei cantari italiani popolari; composta da un numero variabile di versi legati da una stessa rima (di solito versi alessandrini), la lassa fu adoperata nell’antica poesia didattica. 
Nella poesia italiana moderna, per estensione si intende una strofe formata da un numero variabile di versi, anche non legati dalla rima. Esempi di lassa si trovano in Leopardi, in Carducci (La battaglia di Legnano), D'Annunzio (Notte di Caprera), Bertolucci (La camera da letto).